# Сан Базиле (Кјети)
Сан Базиле (итал. San Basile) је насеље у Италији у округу Кјети, региону Абруцо.
Према процени из 2011. у насељу је живело 119 становника. Насеље се налази на надморској висини од 386 м.